# NGC 6027b
NGC 6027b és una galàxia lenticular en interacció que forma part del Sextet de Seyfert, un grup compacte de galàxies actualment en procés de col·lisió i fusió, que s'hi troba a la constel·lació del Serpent